# Rial saudyjski
Rial saudyjski – jednostka monetarna Arabii Saudyjskiej. 1 rial saudyjski (S. Rl) = 100 halali.
Stopa wymiany (30 października 2016):
- 1 USD = 3,75 SAR
- 1 EUR = 4,12 SAR
- 1 PLN = 0,95 SAR
- 1 SAR = 1,05 PLN